# Zoltán Kárpáthy
Zoltán Kárpáthy es una película dramática húngara de 1966 dirigida por Zoltán Várkonyi basada en la novela homónima de Mór Jókai.

## Reparto
- István Kovács como Kárpáthy Zoltán
- Zoltán Latinovits como Szentirmay Rudolf
- Lajos Básti como Wesselényi Miklós
- Zoltán Várkonyi como Maszlaczky ügyvéd
- Éva Ruttkai como Flóra, Szentirmay felesége
- Vera Szemere como Kõcserepyné
- Vera Venczel como Szentirmay Katinka
- Mária Sulyok como Mayerné
- Tibor Bitskey como Kis Miska
- Iván Darvas como Kárpáthy Abellino